# Nitióbroges

Mapa de los pueblos galos.

Los nitióbroges (en latín, Nitiobroges) eran un pueblo celta en el territorio se situaba en el actual Agenais. Tenían en frente a un rey, Teutómato, hijo de Olovicón, que intervino con sus hombres en el sitio de Gergovia.

## Presentación
El mismo nombre de este pueblo durante mucho tiempo planteó problemas en cuanto a su grafía y en consecuencia su interpretación. Las fuentes literarias antiguas (César, Estrabón, o Ptolomeo) mantienen la forma «Nitiobriges», pero ciertas variantes de César o la «tabla de Peutinger» se inclinan más por la forma «Nitiobroges». En cuanto a la epigrafía, no resulta de ninguna ayuda: las inscripciones que llevan la palabra "Nitiobroges" no dan más que el principio de la palabra. El descubrimiento (Mailly-le-Camp, Aube) de un torque de mediados del siglo I a. C. lleva tres veces la inscripción "Nitiobroges" en alfabeto griego permitió resolver definitivamente la cuestión.
Etimológicamente, el nombre "Nitiobroges" puede entonces traducirse por "Los que están integrados en una unidad territorial o política dada" o "Los que tienen su propio país".

## Historia
La instalación de los nitióbroges en el valle medio del Garona parece bastante tardía ya que se la data en el siglo III a. C., o incluso solamente de principios del siglo II a. C.
A principios del siglo I a. C., su oppidum principal era Aginnum (meseta del Ermitage que sobresale por la ciudad actual de Agen). 
Los nitióbroges aparecen en el curso de la guerra de las Galias al lado de los arvernos, que amenazaban Narbona en el año 52 a. C. Su rey Teutómato, que tiene algunos sinsabores en el sitio de Gergovia. Habrían reunido 5.000 hombres al ejército que siguió a Vercingétorix encerrado en Alesia (César, Comentarios a la guerra de las Galias, libro VII, 46 y 75).